# Glomeroides primus
Glomeroides primus är en mångfotingart som först beskrevs av Filippo Silvestri 1929.  Glomeroides primus ingår i släktet Glomeroides och familjen klotdubbelfotingar. Inga underarter finns listade i Catalogue of Life.